# フランツ・ヴァルデンベルガー
フランツ・ヴァルデンベルガー（Franz Waldenberger、1961年 - ）は、ドイツの経済学者。プファルツ地方出身。専門は日本経済、制度比較、コーポレートガバナンス、ガバメントリレーションズ。

## 経歴
ドイツ・ケルン大学社会科学学部卒業後、上智大学に留学。ケルン大学社会科学学部大学院博士課程を修了しPh.D.（博士号）取得。
ケルン大学助手、ドイツ独占委員会、ドイツ日本研究所日本経済部長を経て、現在、ミュンヘン大学経営学部日本経済研究所所長、経営学部教授兼日本センター教授。
東京大学・一橋大学・大阪市立大学客員教授、日本政策投資銀行の客員フェローを歴任。2019年4月より中央大学国際経営学部常勤特任教授。
その他の主な役職は、日独産業協力推進委員会理事、日独フォーラム委員、『Japan Analysen Prognosen』編集最高責任者、『Asian Business and Management』編集委員会委員、シェフィールド大学名誉研究員。

## 単著
- Die vertikale Integration von Unternehmen. Eine theoretische und empirische Analyse, Institut für Wirtschaftspolitik an der Universität zu Köln, 1991.
- Organisation und Evolution arbeitsteiliger Systeme, (Iudicium Verlag, 1999).

## 共著
- Successful Lobbying in the New Europe, with Klemens Joos, (Berliner Wissenschafts-Verlag, 2004).（平島健司監訳『EUにおけるロビー活動 』日本経済評論社、2005年）

## TV
- NHK BS  グローバルディベートWIZDOMB
- NHK WORLD  ASIA BIZ FORECAST